# Hamza Driouch
Hamza Driouch (en arabe : حمزة دريوش), né le 16 novembre 1994 au Maroc, est un athlète qatari spécialiste des courses de demi-fond.

## Biographie
Deuxième sur 1 000 mètres lors des Jeux olympiques de la jeunesse 2010, il dispute sa première compétition internationaole majeure dès l'année suivante, à l'âge de seize ans, à l'occasion des Championnats du monde de Daegu où il s'incline dès les séries du 1 500 m. En fin de saison 2011, il se classe deuxième des Jeux panarabes de Doha, derrière le Djiboutien Ayanleh Souleiman, dans le temps de 3 min 34 s 43.
En 2012, Hamza Driouch décroche le titre du 1 500 m des Championnats d'Asie juniors, puis devient champion du monde junior à Barcelone en remportant la finale en 3 min 39 s 04. Il participe début août aux Jeux olympiques de Londres où il termine deuxième de sa série du premier tour en 3 min 39 s 67. Il s'incline par la suite en demi-finale dans le temps de 3 min 36 s 78.

## Palmarès
| Date | Compétition                   | Lieu      | Résultat | Épreuve   | Temps         |
| ---- | ----------------------------- | --------- | -------- | --------- | ------------- |
| 2010 | Championnats d'Asie en salle  | Téhéran   | 4e       | 800 m     | 1 min 54 s 75 |
| 2011 | Jeux panarabes                | Doha      | 2e       | 1 500 m   | 3 min 34 s 43 |
| 2012 | Championnats d'Asie juniors   | Colombo   | 2e       | 800 m     | 1 min 46 s 72 |
| 2012 | Championnats d'Asie juniors   | Colombo   | 1er      | 1 500 m   | 3 min 39 s 85 |
| 2012 | Championnats du monde juniors | Barcelone | 1er      | 1 500 m   | 3 min 39 s 04 |
| 2017 | Relais mondiaux de l'IAAF     | Nassau    | 6e       | 4 × 800 m | 7 min 28 s 25 |
| 2018 | Championnats d'Asie en salle  | Téhéran   | 4e       | 1 500 m   | 3 min 55 s 93 |

## Records
| Épreuve | Performance   | Lieu  | Date           |
| ------- | ------------- | ----- | -------------- |
| 800 m   | 1 min 46 s 39 | Lille | 9 juillet 2011 |
| 1 500 m | 3 min 33 s 69 | Doha  | 11 mai 2012    |